# Delisting (Handel)
Delisting (englisch delisting, „von einer Liste streichen“) ist im Handel und in der Handelsbetriebslehre  der Anglizismus für die Auslistung eines Artikels aus dem Sortiment eines Handelsunternehmens. Gegensatz ist das Listing.

## Allgemeines
Das Delisting ist der Marktaustritt eines Artikels aus dem Güterangebot. Gründe für die Herausnahme eines Artikels aus dem Sortiment sind insbesondere sinkende Warenrotation (Langsamdreher), Umsatzerlöse, Marktanteile oder Deckungsbeiträge oder steigende Kapitalbindung und Lagerrisiko, aber auch technische Veraltung oder geänderte Gesetze. Ferner können auch inflationsbedingt überhöhte Preisforderungen der Hersteller zu einem Delisting führen wie ab Oktober 2022 das Delisting von rund 300 Artikeln (Süßwaren und Tiernahrung) des Herstellers Mars Deutschland bei der Rewe Group und Edeka sowie deren Discountern gezeigt hat. Temporäre Regallücken waren die Folge.

## Listing/Listung
Wird ein Artikel erstmals im Einzelhandel gelistet (deutsch auch „Listung“), sorgt der Wareneinkauf für dessen Beschaffung durch eine stabile Lieferkette. Listung ist im Handel die Entscheidung, bestimmte Produkte eines Herstellers in das Handelssortiment aufzunehmen. Entscheidungsgründe können insbesondere Lagerumschlagshäufigkeit (Schnelldreher), Handelsspanne, Werbung, Marktpotenziale, Marktvolumen, Marktwachstum oder Kundennutzen sein.
Dabei hängt das Kaufverhalten in der Beschaffung von der Betriebsgröße und dem Betriebstyp des Einzelhandelsgeschäfts ab. Listungsdifferenzen können entstehen, wenn eine zwischen dem Handelsunternehmen und dem Hersteller getroffene Vereinbarung über die Verfügbarkeit eines Artikels in allen Filialen nicht oder – im Falle neuer Artikel – nur verzögert umgesetzt wird. Ziel des Listings ist die Erweiterung des Güterangebots, aber auch eine stetige Verfügbarkeit und die Vermeidung von Regallücken.

## Wirtschaftliche Aspekte
Die Marktmacht im Lebensmitteleinzelhandel und im Buchhandel kann dazu führen, dass kleinere Wettbewerber unter Wettbewerbsdruck geraten, wenn mächtigere Konkurrenten größere Mengenrabatte bei Herstellern bzw. Buchverlagen aushandeln, Werbekostenzuschüsse verlangen und im Zweifel sogar mit Delisting drohen und die einzelne Waren bzw. Bücher nicht mehr in das Sortiment aufnehmen. Folge eines Delisting kann ein Wechsel des Verbrauchers zur Konkurrenz sein, der Verbraucher kauft das Produkt nicht mehr, er wechselt die Marke oder zu Substituttionsgütern. In Deutschland wechselten in 69 % der Fälle die Verbraucher den Laden. In Frankreich führte in genau 50 % der Fälle ein Delisting nicht zu einem Umsatzrückgang, so dass es zum Wechsel zu Substitutionsgütern kam. Der Handel muss beim Delisting auch darauf achten, ob und inwieweit Substitutionskonkurrenz vorhanden ist.